# Per Svensson (ishockeyspelare)
Per Svensson, född 10 oktober 1988, är en svensk professionell ishockeyspelare (back) som spelar för Timrå IK i Svenska Hockeyligan.